# Clásico cordobés del fútbol femenino
El clásico cordobés o superclásico cordobés es como habitualmente se denomina al partido del fútbol argentino que enfrenta a los dos clubes más importantes de Córdoba: Belgrano y Talleres.
El club de Alberdi está por encima en el historial, con 12 partidos ganados y 8 empates oficiales, mientras que el de Jardín Espinosa nunca ganó el clásico. Contando los dos amistosos, los triunfos de Belgrano fueron 13 y hubo 9 empates.

## Historia
Los equipos femeninos de ambos clubes se enfrentan desde 2012, cuando se cruzaron por primera vez en un torneo de la Liga Cordobesa de Fútbol. En ese entonces, fue victoria para Las Piratas, que se alzaron con un triunfo por 12 a 0.
Durante la etapa amateur, que comprendió el tiempo desde aquel entonces hasta el último partido en noviembre de 2019, Belgrano se mantuvo invicto con 12 triunfos y 7 empates, en un total de 19 partidos oficiales. Además, se registra un empate adicional en un amistoso ese mismo año, que Talleres ganó por penales.
En 2020, el fútbol femenino se vio interrumpido por la pandemia. En 2021, Belgrano se sumó a los torneos nacionales de AFA y en 2021 lo hizo Talleres, por lo que no fue hasta 2022 que se volvieron a cruzar en el segundo y último amistoso, en el que Las Piratas vencieron 3 a 0. Aquel encuentro contó con la particularidad de haber sido el primer clásico femenino cordobés en ser jugado en el estadio Mario Alberto Kempes.
El siguiente y único enfrentamiento desde la era profesional fue por el Campeonato de Fútbol de Primera División A 2025. Fue el primer clásico televisado. El resultado fue 1 a 1 ante un marco histórico de 13 mil personas.

## Historial estadístico
Actualizado al último partido jugado el 5 de febrero de 2025.
| - Partidos jugados: 22 - Partidos ganados por Talleres: 0 - Partidos empatados: 9 - Partidos ganados por Belgrano: 13 - Partidos jugados: 19 - Partidos ganados por Talleres: 0 - Partidos empatados: 7 - Partidos ganados por Belgrano: 12 |

| - Partidos jugados: 1 - Partidos ganados por Talleres: 0 - Partidos empatados: 1 - Partidos ganados por Belgrano: 0 - Partidos jugados: 2 - Partidos ganados por Talleres: 0 - Partidos empatados: 1 - Partidos ganados por Belgrano: 1 |

## Últimos partidos oficiales
| Final de la Copa Córdoba; 30 de noviembre de 2019, 17:00 | Belgrano                                                                          | 1:1 (1:0) (8:7 p.)         | Talleres                                                                   | Estadio MEDEA, Córdoba  |                         |
|                                                          | Maldonado 32'                                                                     | Reporte                    | Pianello 85'                                                               | Árbitro(s): Dalma Pérez | Árbitro(s): Dalma Pérez |
|                                                          |                                                                                   | Tiros desde el punto penal |                                                                            |                         |                         |
|                                                          | Borgobello · Ceballos · Server · Sánchez · Quintana · Maldonado · Aguirre · Gómez |                            | Pianello · Barraza · Primo · Soriano · Belmar · Alisio · Rodríguez · Block |                         |                         |

| Primera División A 2025; 5 de febrero de 2025, 20:00 | Belgrano    | 1:1 (1:1) | Talleres  | Julio César Villagra, Córdoba                                  |                                                                |
|                                                      | Acevedo 32' | Reporte   | Silva 15' | Asistencia: 13.000 espectadores Árbitro(s): Roberta Echeverría | Asistencia: 13.000 espectadores Árbitro(s): Roberta Echeverría |

## Datos

### Récords
- Resultado más abultado: Belgrano 12-0 Talleres, 25 de marzo de 2012 por la Liga Cordobesa de Fútbol.
- Resultado más abultado en AFA: Belgrano 1-1 Talleres, 5 de febrero de 2025 por la Primera A.
- Mayores goleadas:

Belgrano 8-1 Talleres, 25 de marzo de 2012 por la Liga Cordobesa de Fútbol.
Talleres no ganó.
- Mayores goleadas en AFA:

No hubo triunfos de ningún equipo.
- Máxima goleadora en AFA: Fiama Silva (Talleres) y Mayra Acevedo (Belgrano), 1 gol.
- Más goles en un partido: Romina Gómez (Belgrano), 6 goles el 25 de marzo de 2012 por la Liga Cordobesa de Fútbol.[9]
- Más goles en un partido en AFA:  Fiama Silva (Talleres) y Mayra Acevedo (Belgrano), 1 gol.

### Curiosidades
- Fue el segundo clásico del interior en jugarse en el fútbol femenino nacional, cuando se enfrentaron por la Primera A 2025.[10][11]
- Es el clásico argentino con la mayor convocatoria de espectadores en un partido de Primera División.[10][12]

## Tablas compararativas

### Estadísticas
| Estadísticas                           | Belgrano | Talleres |
| -------------------------------------- | -------- | -------- |
| Temporadas en Primera A                | 3        | 1        |
| Temporadas en Primera B                | 1        | 2        |
| Temporadas en Primera C                | 1        | 1        |
| Mejor puesto en Primera A              | 2.°      | 13.°     |
| Peor puesto en Primera A               | 9.°      | 13.°     |
| Goleadoras en Primera A                | 0        | 0        |
| Asistidoras en Primera A               | 0        | 1        |
| Goleadoras en otros torneos nacionales | 2        | 1        |
| Títulos de Primera A (AFA)             | 0        | 0        |
| Otros títulos nacionales               | 2        | 1        |
| Títulos de Primera A (LCF)             | 7        | 1        |
| Otros títulos regionales               | 10       | 5        |
| Total de títulos                       | 19       | 7        |

| Equipo       | Primero | Segundo | Tercero | Participaciones |
| ------------ | ------- | ------- | ------- | --------------- |
| Primera A    |         |         |         |                 |
| Belgrano     | 0       | 1       | 0       | 3               |
| Talleres     | 0       | 0       | 0       | 1               |
| Primera B    |         |         |         |                 |
| Belgrano     | 1       | 0       | 0       | 1               |
| Talleres     | 1       | 0       | 1       | 2               |
| Primera C    |         |         |         |                 |
| Belgrano     | 1       | 0       | 0       | 1               |
| Talleres     | 0       | 1       | 0       | 1               |
| Copa Federal |         |         |         |                 |
| Belgrano     | 0       | 1       | 0       | 1               |
| Talleres     | 0       | 0       | 0       | 0               |

### Goleadoras por temporada
| Año  | Goleadora de Belgrano                         | Goleadora de Talleres        |
| ---- | --------------------------------------------- | ---------------------------- |
| 2021 | 25 - Romina Gómez (PC)                        | No disputó torneos de AFA    |
| 2022 | 38 - Sabrina Maldonado (PB y CF)              | 27 - Florencia Pianello (PC) |
| 2023 | 10 - Mayra Acevedo (PA)                       | 18 - Eliana Capdevila (PB)   |
| 2024 | 13 - Mayra Acevedo y Julieta Alaides Paz (PA) | 27 - Eliana Capdevila (PB)   |

## Futbolistas que jugaron en ambos clubes

### De Belgrano a Talleres
- Florencia Barraza
- Romina Elías
- Magalí Pereyra
- Daniela Servetti
- Candela Valenzuela
- Sasha Zapata

### De Talleres a Belgrano
- Mariana Alisio
- Valeria Alzapiedi
- Sofía Belmar
- Camila Casarino
- Pilar Casas
- Milagros Cisneros
- Dalma Mancilla
- Milagros Mina
- Nara Orquera
- Ángeles Quintana

### Más de un paso por alguno de los clubes
- Betina Soriano
- Belén Taborda